# Ganden kolostor

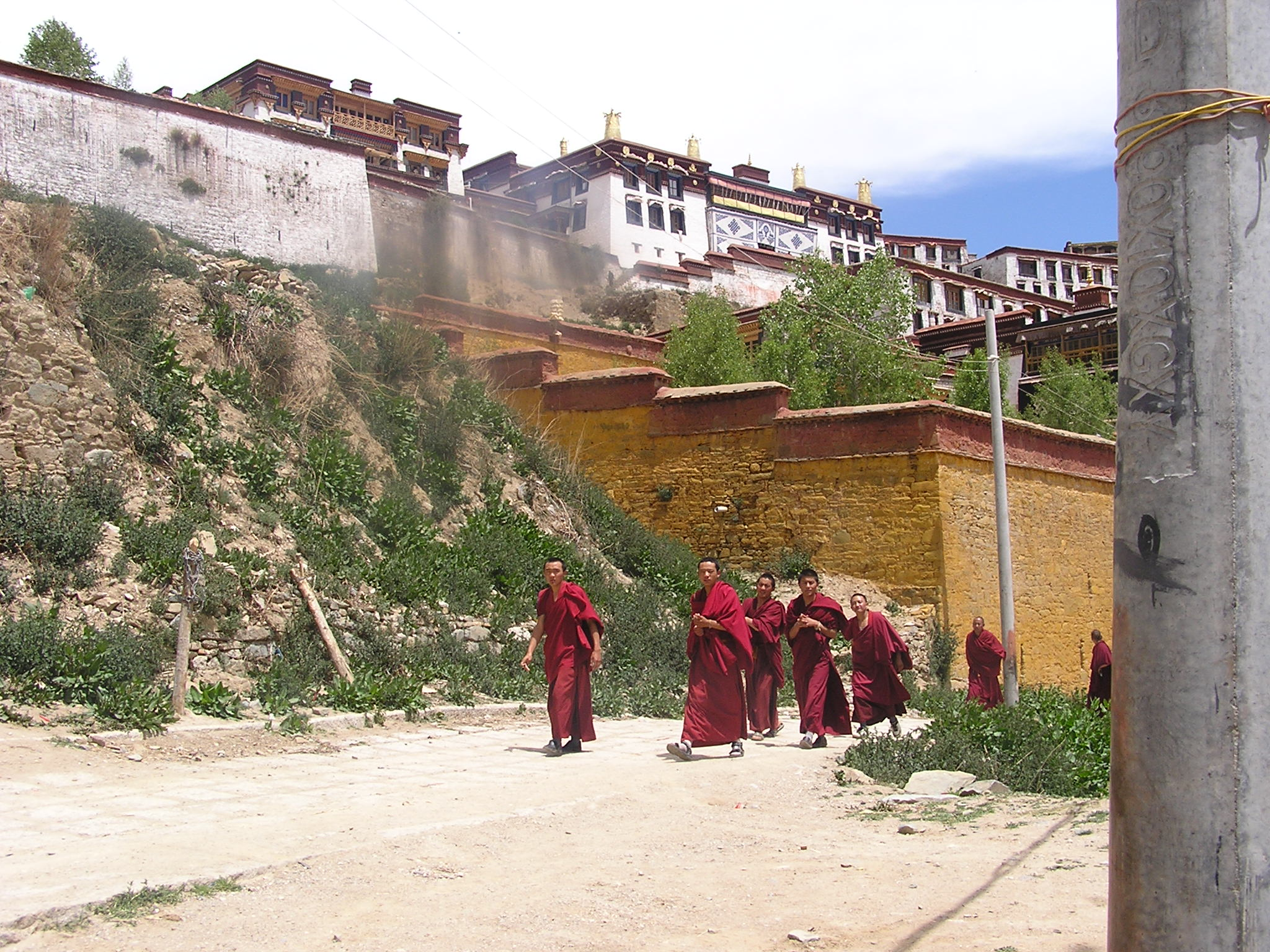
Szerzetesek (bhikkhuk) vonulnak a tibeti Gandenben.

A Ganden kolostor (tibetiül དགའ་ལྡན་; más néven Gaden vagy Gandain) vagy Ganden Namgyeling a 'három nagy' tibeti gelugpa egyetemi kolostor közül az egyik, amely a Wangbur-hegy tetején helyezkedik el,  Tagce tartományban, 36 kilométerre a lhászai Potala palotától  4 300 méteres magassában. (a másik két 'nagy kolostor' a Szera és a Drepung.)
Teljes nevén Ganden Namgyal Ling (dga' ldan rmam rgyal gling). Ganden jelentése "örömteli", amely tibeti nyelven Tusita, a mennyország, ahol Maitréja bódhiszattva állítólagosan székel. A Namgyal Ling jelentése "győzedelmes templom".

## Története
Eredetileg a  Gelug rend kolostora volt, amelyet Dzse Congkapa alapított 1409-ben. Hagyományosan ezt a kolostort tekintik a Gelug szervezet és politikai hatalom központjának. A Ganden Tripa vagy 'Ganden vezetője' egyben a gelugpa iskola feje is.
Congkapa mumifikált testét itt temették el tanítványai egy ezüsttel és arannyal kirakott koporsóba 1419-ben.
A Ganden kolostor található legmesszebb Lhászától a három egyetemi kolostor közül, ezért a legalacsonyabb a létszámmal működött (a 20. században 6 000 szerzetes).
Eredetileg a kolostor két főiskolából állt (Dzsangce és Sarce - jelentésük északi és keleti csúcs). Látványosságai közé tartozik a Szerdung (itt őrzik Congkapa koporsóját), a Cokcsen gyülekező terem és a Ngam Cso Kang kápolna, ahol Congkapa a tanításait tartotta. A kolostorban számos Congkapának tulajdonított műalkotást is őriznek.
Több mint 20 kápolna tartozott hozzá nagy buddha-szobrokkal. A legnagyobb kápolna akár 3 500 szerzetes befogadására is képes volt. Tendzin Gyaco, a jelenlegi Dalai Láma (1935), Gandenben diplomázott 1958-ban és állítása szerint nagyon közeli kapcsolata van Congkapával.
Az 1959-es lázadás során a kolostort teljesen elpusztították, 1966-ban pedig a kínai vörös gárdisták csupaszították le súlyosan. Congkapa mumifikált testét majdnem teljesen elégették, csupán a koponyáját és némi hamut tudott megmenteni Bomi Rinpocse, a szerzetes, akit arra kényszerítettek, hogy a testet a tűzbe dobja. Az 1980-as évektől a kolostor újjáépítése megkezdődött.

## Ganden Indiában
A Ganden kolostort a száműzetésben élő tibeti népesség újra megalapította az indiai Karnataka államban (Mundgod városában).  Indiában ezen a településen találhatók legnagyobb létszámban tibeti menekültek. A területet az indiai kormány adományozta 1966-ban.
A Mundgod közelében található településen található a Ganden és a Drepung kolostor. 1999-ben az ezekben található kilenc táborban összesen 13 000-en éltek. Létrehoztak egy hitelbankot és egy mezőgazdasági intézetet és kézműves központot. Bevezették a modern technológiát és a kommunikációs technológiát is. A Ganden kolostor tanrendje nem változott az 1959 előttiekhez képest.

## Külső hivatkozások
- A brief History of Ganden Monastery by Alexander Berzin
- Ganden monastery in Tibet, information from the Dhonden Foundation
- Gaden Monastery Ngari Khangtsen in Mundgod, India
- Gaden Shartse Tour  Lama Camp #1 in Mundgod, India
- Gaden Shartse Lhopa Khangtsen Archiválva 2011. július 9-i dátummal a Wayback Machine-ben One of the 11 Dormitories in Gaden Shartse in Mundgod, India.